# Васьянское (Тверская область)
Васья́нское (Васьяны) — село в Сонковском районе Тверской области. Входит в состав Койского сельского поселения. До 2006 года относилось к Пореченскому сельскому округу.
Расположено в 15 километрах к юго-востоку от районного центра Сонково, на возвышенности между реками Ильма и Малява.

## История

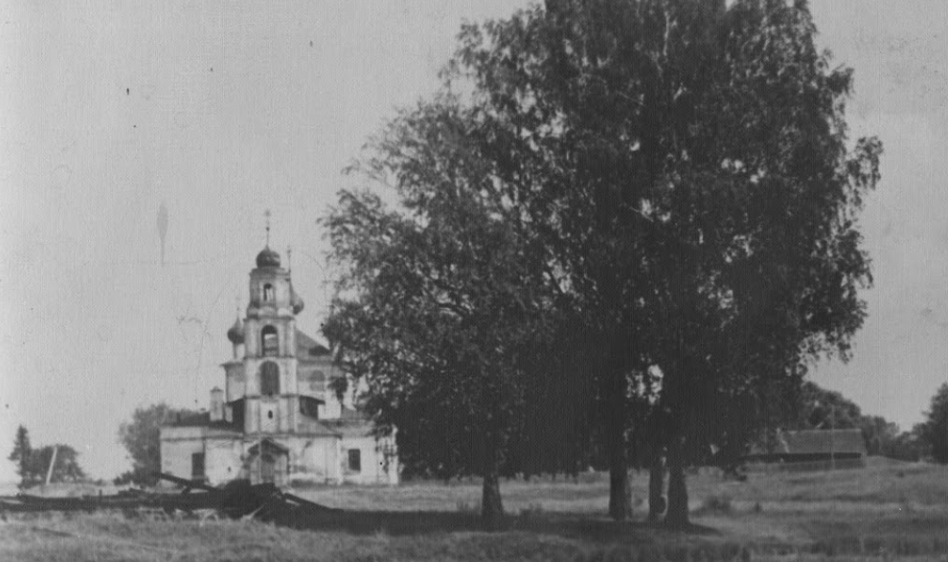
Церковь Михаила Архангела. 1950 год

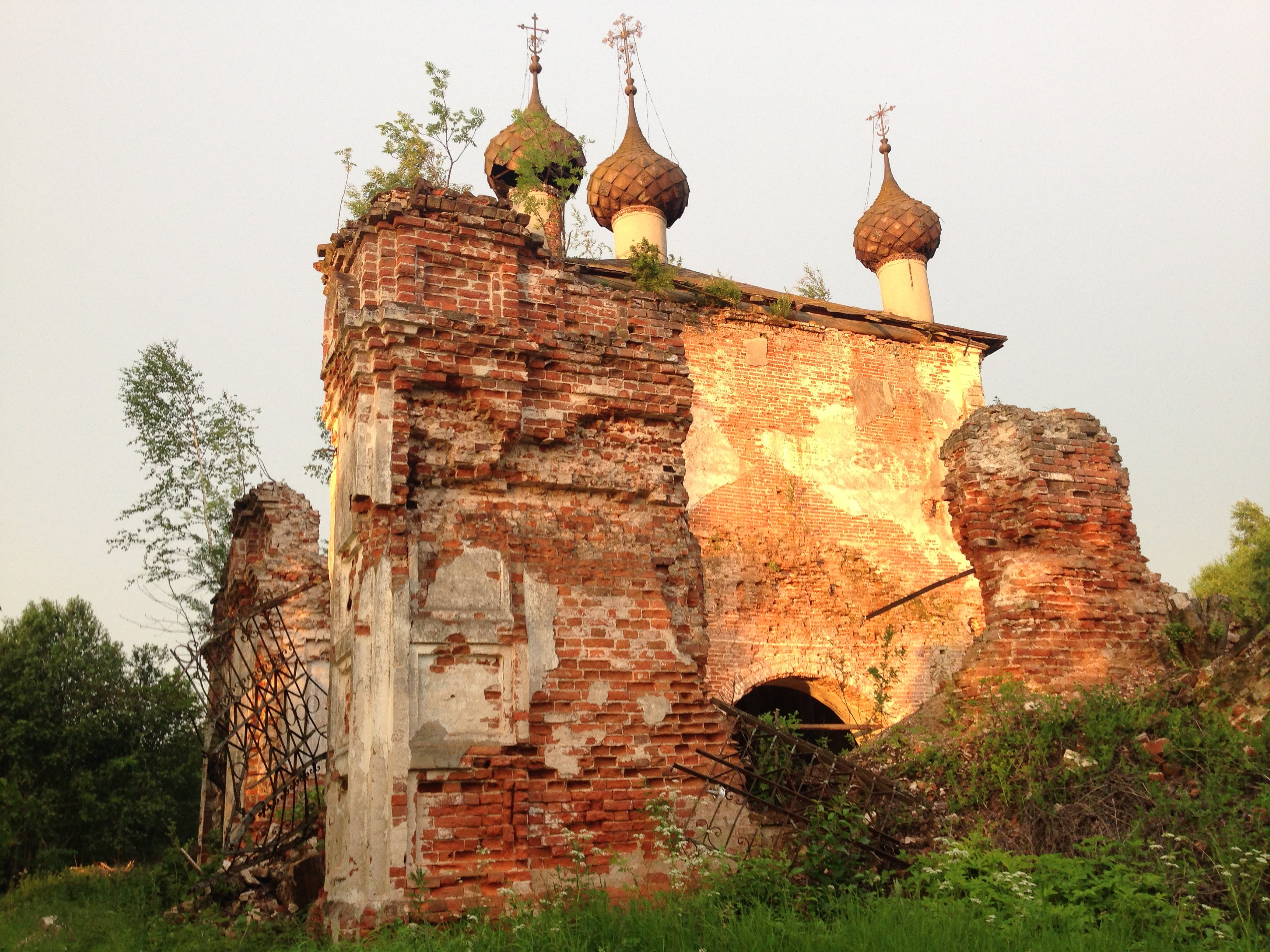
Церковь Михаила Архангела. 2016 год

В конце XV века здесь существовал монастырь Св. Троицы с пятиглавой церковью, оградой с башнями (основан преподобным Вассианом; село названо его именем). В середине XIX века Васьянское — центр одноименного прихода и волости Кашинского уезда. В 1858 году в селе — 142 двора, 955 жителей, в 1889—149 дворов, 879 жителей, земское училище, трактир, винная, 2 чайных и 5 мелочных лавок, базарная площадь, ежегодная конная ярмарка (6-10 октября). 
В 1930-1950-е годы село центр сельсовета, центральная усадьба колхоза, школа, клуб. Во время Великой Отечественной войны погибли 17 жителей села.
Население в 1980 году — 50 жителей. Отделение совхоза «Ударник».

## Население
| 1859 | 1889 | 1897 | 1997 | 2002 | 2010 |
| ---- | ---- | ---- | ---- | ---- | ---- |
| 920  | ↗958 | ↘797 | ↘17  | ↘12  | ↘1   |

## Достопримечательности
В деревне расположена недействующая Церковь Михаила Архангела (1759).

## Известные люди
Фёдор Васильевич Морин, (1917—1941), начальник 17-й пограничной заставы, погиб 22 июня 1941 года, Герой Советского Союза.